# Lotus Esprit Turbo Challenge
Lotus Esprit Turbo Challenge é o primeiro dos 3 jogos eletrônicos de corrida da série Lotus Challenge. Lançado em 1990, o game permitia ao jogador controlar um Lotus Esprit Turbo SE ao longo de 32 circuitos contra 19 oponentes.